# Kemal Aslan
Kemal Aslan (Gaziantep, 24 oktober 1981) is een Turks voetballer. De speler komt uit voor het Turkse Gaziantepspor.
In september 1999 speelde Kemal Aslan zijn eerste wedstrijd als betaald voetballer voor de Turkse 2e divisionist Gaziantep Büyükşehir Belediyespor. Zijn vooruitgang ging stormachtig en in 2001 tekende hij al voor Gaziantepspor dat uitkomt in de Turkse Süper Lig. Aslan viel op doordat hij bijna altijd werd opgeroepen voor het nationale team onder 21 jaar van Turkije. Hierdoor trok de middenvelder de aandacht van Fenerbahçe. Kort daarop in het seizoen 2002/2003 werd Kemal Aslan overgenomen voor ongeveer 1 miljoen euro. Sinds zijn overgang kampt de speler echter met verscheidene blessures. Hierdoor heeft hij nog geen basisplaats kunnen afdwingen in het elftal van de Braziliaan Zico. Het seizoen 2007/2008 verliep niet goed voor de middenvelder, Kemal kreeg weinig kansen in het eerste elftal en raakte steeds meer uit beeld bij Fenerbahçe. In de zomer van 2008 heeft Gaziantepspor de 'verloren zoon' weer terug gehaald.